# Miguel Gameiro
Pour les articles homonymes, voir Gameiro.
Miguel Gameiro, né le 15 février 1974 à Lisbonne (Portugal), est le vocaliste du groupe de musique portugaise Pólo Norte. Il est aussi compositeur.